# Inger Miller
Inger Miller (Los Angeles, 1972. június 12.) világ- és olimpiai bajnok amerikai atléta. Apja, a jamaicai Lennox Miller szintén sikeres atléta volt.

## Pályafutása
Két versenyszámban is részt vett az 1996-os atlantai olimpiai játékokon. 200 méteres síkfutásban negyedik volt, hazája négyszer százas váltójával pedig aranyérmet nyert. Utóbbi számban az egy évvel későbbi athéni világbajnokságon is aranyérmes volt.
1999-ben a fedett pályás világbajnokságon bronzérmesként zárt 60 méteren, ettől azonban megfosztották; a verseny utáni teszten túl sok koffein volt a szervezetében. Még ebben az évben két érmet is nyert a világbajnokságon: győzött 200 méteren, és második lett 100 méteren.
A 2003-as párizsi világbajnokságon ezüstérmes volt hazája váltójával négyszer százon.

## Egyéni legjobbjai
- 100 méteres síkfutás - 10,79 s (1999)
- 200 méteres síkfutás - 21,77 s (1999)
- 50 méteres síkfutás - 6,15 s (1999)
- 60 méteres síkfutás - 7,15 s (1999)